# Luxemburger Filmpreis
Der Luxemburger Filmpreis ist eine Auszeichnung für die besten luxemburgischen Beiträge im Bereich Film. Der Filmpreis wird seit 2003 vergeben und wird grundsätzlich alle zwei Jahre von der Filmförderung und der Filmakademie vergeben.

## Hintergrund
Der Luxembourg Film Award wurde 2003 ins Leben gerufen, um die besten Beiträge der Luxemburger Filmindustrie zu würdigen, aber auch um qualitativ hochwertige Werke zu würdigen, das Filmschaffen zu fördern, die Filmindustrie in Land zu fördern und die Aufmerksamkeit der Öffentlichkeit auf die lokalen Produktionen zu lenken.
Deshalb beteiligt sich auch das Land an der Organisation des Filmpreises. Die erste Ausgabe wurde gemeinsam vom Filmfonds, der dem Kommunikationsministerium untersteht, und dem Kulturministerium organisiert.
Der Preis wird grundsätzlich alle zwei Jahre vergeben, da die nationale Filmproduktion zu klein ist, um den Filmpreis jedes Jahr auszurichten. Die Verleihung des Luxemburger Filmpreises wurde 2021 erstmals live auf rtl.lu übertragen, obwohl bereits bei der ersten Ausgabe im Jahr 2003 eine Live-Übertragung im Fernsehen in Betracht gezogen worden war.
In den ersten fünf Ausgaben ermittelte eine Jury die Preisträger in den Hauptkategorien. In diesen Kategorien wurden der beste Spielfilm, der beste Kurzfilm, die beste Koproduktion und die besten künstlerischen und technischen Beiträge ausgezeichnet. In den ersten Ausgaben gab es weitere Kategorien, die nicht von der Jury entschieden wurden. So wurde der Preis für das beste Nachwuchstalent vom Organisationskomitee bestimmt, der beste europäische Film von der Filmkritik der Presse gekürt und das Publikum konnte per SMS selbst über den Gewinner des Publikumspreises entscheiden.
Seit 2014, der 6. Auflage, gibt es keine Jury mehr. Er wurde durch eine Abstimmung der Mitglieder der neuen Filmakademie ersetzt, wie es bei vielen großen ausländischen Filmpreisen wie dem Oscar oder dem Deutschen Filmpreis der Fall ist.

## Auswahlverfahren
Die Gewinner in den verschiedenen Kategorien werden von den Mitgliedern der Filmakademie ausgewählt.
Um als Einzelperson teilnahmeberechtigt zu sein, muss man entweder die luxemburgische Staatsangehörigkeit besitzen oder dort ansässig sein, auf der Liste des Filmfonds stehen oder eine „nachgewiesene kulturelle Verbindung zu Luxemburg“ haben. Für die Vergabe des Preises müssen in einer Kategorie mindestens drei Nominierungen vorliegen.
Seit der 7. Auflage treffen die Veranstalter eine Vorauswahl und nicht mehr jede teilnahmeberechtigte Person bzw. jeder Film wird auch nominiert. Ab 2021 werden in jeder Kategorie maximal fünf Filme oder Personen nominiert.
Gegen die Zahlung einer Anmeldegebühr wird jeder Film berücksichtigt, der im Kino oder im Fernsehen gezeigt wurde, auf DVD veröffentlicht wurde oder auf einem anerkannten Filmfestival gezeigt wurde. Im Rahmen der COVID-19-Pandemie war es in Luxemburg ausnahmsweise möglich, für den Filmpreis 2021 Werke einzureichen, die nur online zu sehen waren. Die Kosten für die Einreichung einer Kandidatur betrugen im Jahr 2021 500 Euro für einen Spielfilm (also jeden Film mit einer Länge von mehr als 50 Minuten) und 100 Euro für Kurzfilme.

## Preisstatus
Die Statue, die die Preisträger erhalten, wurde 2003 von der Bildhauerin Patricia Lippert entworfen. Sie stellt, je nachdem aus welcher Perspektive man sie betrachtet, das Profil eines menschlichen Gesichts dar. Das Logo des Luxembourg Film Award stellt eine Zeichnung der Statue da.